# Sergey Karasev
Sergey Vasiliyevich Karasev (Círilico russo:Серге́й Васильевич Карасёв) (São Petersburgo, 26 de outubro de 1993) é um basquetebolista profissional russo que atualmente joga pelo Khimki na VTB United League.
O jogador que possui 2,01 m de altura e pesa 89 kg. Participou da campanha da Seleção Russa de Basquetebol nos Jogos Olímpicos de Verão de 2012 em Londres quando a equipe conquistou a Medalha de Bronze ao vencer a Seleção Argentina por 81:77